# 빌라산탄토니오
빌라산탄토니오(Villa Sant'Antonio, 사르데냐어: Sant'Antoni)는 이탈리아 사르데냐 주 오리스타노도에 있는 코무네이다. 칼리아리에서 북쪽으로 약 70 킬로미터 (43 mi), 오리스타노에서 동쪽으로 약 25 킬로미터 (16 mi) 떨어져 있다.
빌라산탄토니오는 다음 지방 자치체와 접한다: 알바자라, 아솔로, 아수니, 모고렐라, 루이나스, 세니스.